# Boncourt (Aisne)
Boncourt település Franciaországban, Aisne megyében. Lakosainak száma 270 fő (2022. január 1.). Boncourt Bucy-lès-Pierrepont, Clermont-les-Fermes, Dizy-le-Gros, Lappion, Sainte-Preuve és La Ville-aux-Bois-lès-Dizy községekkel határos.

## Népesség
A település népességének változása:
| Lakosok száma | 290  | 232  | 237  | 233  | 259  | 260  | 259  | 256  | 261  | 270  |
|               | 1968 | 1982 | 1990 | 2006 | 2013 | 2015 | 2017 | 2019 | 2020 | 2022 |